# 蘇普魯尼夫卡 (涅米羅夫區)
49°0′38″N 28°46′15″E / 49.01056°N 28.77083°E
蘇普魯尼夫卡（烏克蘭語：Супрунівка），是烏克蘭西南部的村莊，隸屬文尼察州的文尼察區。該村面積0.99平方公里，海拔高度297米，2001年人口163，人口密度每平方公里164.65人。